# Сезон жіночої збірної України з волейболу 2009
У травні 2009 року українська збірна розпочала відбірковий турнір на чемпіонат світу з другого етапу. Змагання у групі D проходило в місті Куба (Азербайджан). Переможцем групи стала команда Білорусі, а українки поступилися всім суперницям.
Таблиця
| №  | Збірна      | Очки | Матчі | Матчі | Матчі | М'ячі | М'ячі | М'ячі | Сети | Сети | Сети  |
| №  | Збірна      | Очки | Ігри  | В     | П     | В     | П     | В:П   | В    | П    | В:П   |
| -- | ----------- | ---- | ----- | ----- | ----- | ----- | ----- | ----- | ---- | ---- | ----- |
| 1. | Білорусь    | 6    | 3     | 3     | 0     | 256   | 224   | 1,143 | 9    | 1    | 9,000 |
| 2. | Азербайджан | 5    | 3     | 2     | 1     | 242   | 202   | 1,198 | 6    | 4    | 1,500 |
| 3. | Ізраїль     | 4    | 3     | 1     | 2     | 247   | 277   | 0,892 | 5    | 7    | 0,714 |
| 4. | Україна     | 3    | 3     | 0     | 3     | 204   | 246   | 0,829 | 1    | 9    | 0,111 |

Матчі
| Дата      | Час   |             | Рахунок |          | Сет 1 | Сет 2 | Сет 3 | Сет 4 | Сет 5 | Всього | Звіт  |
| --------- | ----- | ----------- | ------- | -------- | ----- | ----- | ----- | ----- | ----- | ------ | ----- |
| 15 травня | 16:00 | Україна     | 0–3     | Білорусь | 23–25 | 26–28 | 22–25 |       |       | 71–78  | P2 P3 |
| 16 травня | 16:00 | Україна     | 1–3     | Ізраїль  | 19–25 | 19–25 | 25–17 | 21–25 |       | 84–92  | P2 P3 |
| 17 травня | 18:30 | Азербайджан | 3–0     | Україна  | 25–16 | 26–24 | 25–9  |       |       | 76–49  | P2 P3 |

Склад
| N° | Волейболістка    | Позиція               | Ігри | Сети | Очки | Ср.  | Примітки |
| -- | ---------------- | --------------------- | ---- | ---- | ---- | ---- | -------- |
| 1  | Ольга Костіна    |                       | 2    | 7    | 17   | 2,43 |          |
| 2  | Юлія Богмацер    | пасуючий              | 1    | 3    | 2    | 0,67 |          |
| 3  | Ірина Трушкіна   | центральний блокуючий | 2    | 6    | 3    | 0,5  |          |
| 4  | Христина Дєжкіна | ліберо                | 3    | 10   | 0    | 0    |          |
| 5  | Ольга Трач       | центральний блокуючий | 3    | 9    | 22   | 2,44 |          |
| 6  | Ольга Савенчук   | догравальний          | 3    | 10   | 34   | 3,4  |          |
| 7  | Аріна Бахрамова  | ліберо                | 3    | 6    | 0    | 0    |          |
| 8  | Анна Довгополюк  | догравальний          | 2    | 3    | 4    | 1,33 |          |
| 9  | Олена Сич        | центральний блокуючий | 3    | 9    | 17   | 1,89 |          |
| 10 | Ганна Лісєєнкова | догравальний          | 3    | 10   | 28   | 2,8  |          |
| 11 | Ірина Комісарова | пасуючий              | 3    | 9    | 5    | 0,56 |          |
| 12 | Інна Молодцова   | центральний блокуючий | 1    | 3    | 5    | 1,67 |          |